# Panevėžys
Panevėžys là thành phố ở phía bắc Litva, thủ phủ của vùng Panevėžio, bên bờ sông Nevėžis, cách Kaunas 100 km về phía bắc. Thành phố này là một trong những trung tâm công nghiệp hàng đầu của Litva. Thành phố có diện tích 50 km², dân số năm 2007 là 129.014 người, là thành phố lớn thứ 5 Litva.
Thành phố này được thành lập thế kỷ 16 trên một tuyến đường thương mại giữa Vilnius và Rīga. Năm 1795, đô thị này trở thành một bộ phận của đế quốc Nga, năm 1918 được trả lại cho Litva. Trong thời kỳ thế chiến II (1939-1945), Panevėžys bị Liên Xô, sau đó là Đức chiếm đóng. Năm 1944, quân đội Liên Xô lại tiến vào thành phố này giao chiến ác liệt với quân Đức rút chạy. Từ thế chiến II đến khi Litva độc lập năm 1991, Panevėžys đã thuộc về Cộng hòa Xã hội chủ nghĩa Xô Viết Litva thuộc Liên bang Xô Viết.
Thành phố này hiện có các ngành: máy móc, điện tử, dệt, gốm, giày và chế biến thực phẩm.

## Khí hậu
| Dữ liệu khí hậu của Panevėžys           | Dữ liệu khí hậu của Panevėžys | Dữ liệu khí hậu của Panevėžys | Dữ liệu khí hậu của Panevėžys | Dữ liệu khí hậu của Panevėžys | Dữ liệu khí hậu của Panevėžys | Dữ liệu khí hậu của Panevėžys | Dữ liệu khí hậu của Panevėžys | Dữ liệu khí hậu của Panevėžys | Dữ liệu khí hậu của Panevėžys | Dữ liệu khí hậu của Panevėžys | Dữ liệu khí hậu của Panevėžys | Dữ liệu khí hậu của Panevėžys | Dữ liệu khí hậu của Panevėžys |
| Tháng                                   | 1                             | 2                             | 3                             | 4                             | 5                             | 6                             | 7                             | 8                             | 9                             | 10                            | 11                            | 12                            | Năm                           |
| --------------------------------------- | ----------------------------- | ----------------------------- | ----------------------------- | ----------------------------- | ----------------------------- | ----------------------------- | ----------------------------- | ----------------------------- | ----------------------------- | ----------------------------- | ----------------------------- | ----------------------------- | ----------------------------- |
| Trung bình ngày tối đa °C (°F)          | −3.0 (26.6)                   | −1.9 (28.6)                   | 2.9 (37.2)                    | 10.5 (50.9)                   | 17.7 (63.9)                   | 21.1 (70.0)                   | 22.2 (72.0)                   | 21.6 (70.9)                   | 16.5 (61.7)                   | 10.5 (50.9)                   | 4.0 (39.2)                    | −0.6 (30.9)                   | 10.1 (50.2)                   |
| Trung bình ngày °C (°F)                 | −5.5 (22.1)                   | −4.8 (23.4)                   | −0.5 (31.1)                   | 6.1 (43.0)                    | 12.3 (54.1)                   | 15.9 (60.6)                   | 17.1 (62.8)                   | 16.4 (61.5)                   | 12.1 (53.8)                   | 7.2 (45.0)                    | 1.8 (35.2)                    | −3.0 (26.6)                   | 6.3 (43.3)                    |
| Tối thiểu trung bình ngày °C (°F)       | −8.0 (17.6)                   | −7.7 (18.1)                   | −3.9 (25.0)                   | 1.7 (35.1)                    | 6.9 (44.4)                    | 10.8 (51.4)                   | 11.9 (53.4)                   | 11.2 (52.2)                   | 7.7 (45.9)                    | 3.9 (39.0)                    | −0.4 (31.3)                   | −5.3 (22.5)                   | 2.4 (36.3)                    |
| Lượng Giáng thủy trung bình mm (inches) | 32 (1.3)                      | 26 (1.0)                      | 32 (1.3)                      | 42 (1.7)                      | 54 (2.1)                      | 63 (2.5)                      | 74 (2.9)                      | 74 (2.9)                      | 57 (2.2)                      | 47 (1.9)                      | 51 (2.0)                      | 44 (1.7)                      | 596 (23.5)                    |
| Số ngày giáng thủy trung bình           | 17                            | 14                            | 14                            | 13                            | 12                            | 13                            | 14                            | 13                            | 15                            | 14                            | 17                            | 20                            | 176                           |
| Nguồn: weatherbase.com                  |                               |                               |                               |                               |                               |                               |                               |                               |                               |                               |                               |                               |                               |